# Île Saint David
Pour les articles homonymes, voir David et Saint-David (homonymie).
L'île Saint David (en anglais : Saint David's Iland) est une île des Bermudes. Elle est en grande partie occupée par les infrastructures du seul aéroport de l'archipel, l'aéroport international L.F. Wade.
Elle est reliée à l'île principale Grande Bermude par un pont-chaussée d'un kilomètre de long.